# D'banj
Dapo Daniel Oyebanjo (Zaria, 9 juni 1980), beter bekend onder zijn artiestennaam D'banj, is een Nigeriaanse singer-songwriter. Hij speelt ook mondharmonica. Zijn grootste hit is Oliver Twist en hij won in 2007 een MTV Europe Music Award voor beste Afrikaanse act. De naam D'banj is een mix tussen zijn voornaam en zijn achternaam, Dapo en Oyebanjo.
- Library of Congress Control Number: no2013018406
- MusicBrainz: 6e1d2796-ab2b-4ed4-8cfa-1b7214a9adf9
- Virtual International Authority File: 296604295
- WorldCat: E39PBJhtbVydXcqfqyJpx3T4MP